# Za Steklom
Za Steklom (ruso: За стеклом | español: Detrás del Cristal), el primer reality show de la historia de la televisión rusa. En este programa, 6 extraños (3 hombres y 3 mujeres) tendrán que convivir en un apartamento durante cinco semanas bajo la mirada constante de 30 cámaras de televisión (la mitad de ellas infrarrojas para la visión de la noche).

## La Idea
El creador del programa (cuya identidad la mantiene en el anonimato), afirma que creó el formato 12 años antes que lo hiciera la productora holandesa Endemol, con Gran Hermano. La idea comenzó cuando leyó una novela del escritor ruso Yevgeny Zamyatin, "We". El show comenzó a dar señales de vida tras la finalización del programa de Endemol en Reino Unido y Francia, tras ver su éxito en estos países, pudo convencer al productor principal del canal TV6, Aleksandr Levin, para llevarlo a cabo.
El coste total del programa fue cerca del millón de dólares convirtiéndose en el programa más costoso de la historia de la televisión rusa. Al programa se le nombró bajo el nombre de "La Demostración" y a los concursantes como "Héroes", tan solo por ser partícipes del mismo. TV6 nombró al productor Eugene Kiselev, como el encargado de llevar a cabo el proyecto.

## Primera Edición
Fecha de Emisión: Del 27 de octubre de 2001 al 1 de diciembre de 2001.
Duración: 35 días.
Canal: TV6.
Inscritos: 3.127 personas.
Concursantes: 7- Aleksandr, Anatoliy, Dennis, Jeanna, Margaret, Máximo & Olga.
Ganadores: Dennis Fedyanin & Jeanne Agagisheva.
Premio: Un Departamento de Lujo.
Presentadores: Cyril Nabutov & Ernest Matskyavichus.
Productor: Eugene Kiselev.
Programación Diaria: 14:20 | 18:05 | 00:40 (escenas para mayores de edad).
Programación en Galas: Sábados, desde las 22:00 hasta la 01:30.
Web oficial: https://web.archive.org/web/20020802143313/http://zasteklom.tv6.ru/

### El Apartamento
El apartamento fue construido dentro del Rossiya Hotel de Moscú, no de los principales hoteles de Rusia y el más grande de Europa. El apartamento es ultra moderno y fue equipado con tecnología audiovisual por el patrocinador de la demostración, Ikea, quien acaba de abrir su primer superstore de Moscú, en marzo de 2000. Tiene un espacio aproximado de 128 metros cuadrados, aclimatada exclusivamente para la convivencia de los concursantes y la producción televisiva del mismo. En el apartamento se puso a forma de pared un gran ventanal a través del cual las personas que pagaran 1 dólar, podían observar durante media hora la convivencia de los concursantes.

### El Casting
El casting se realizó tan solo en la ciudad de Moscú en solo una semana. Todos los interesados debían asistir al Rossiya Hotel para inscribirse. Solo podían inscribirse aquellas personas que tuvieran entre 20-35 años y que desearan aparecen en televisión. Durante la semana que duró el casting se presentaron algo más de 3.000 personas.
El productor Ivan Usachev, afirmó que buscaba personas extravertidas y jóvenes para el programa. Usachev seleccionó a 12 candidatos (6 Hombres y 6 Mujeres) para que el día 26 de octubre, durante un programa especial, el público eligiera mediante llamadas telefónicas a las 6 personas (3 Hombres y 3 Mujeres) que participaran en "La Demostración", el público eligió a Aleksandr, Dennis, Jeanna, Margaret, Máximo, Olga y Sasha como los "héroes" (Los 6 restantes quedarían como reservas).

### El Comienzo
El día 27 de octubre comenzó después de un mes anunciándolo, el proyecto que cambiaría a la televisión en Rusia. El programa comenzó a las 20:30, con Cyril Nabutov como el conductor, quien explicaría el formato y la finalidad del programa. Acto después en las inmediaciones del foro de TV6, se encontraba esperando a que llegaran los 6 "héroes" que pasarán 35 días encerrados en el apartamento, llegaron en 2 grupos, primero llegaron los hombres (Aleksandr, Denis y Sasha) y quienes fueron recibidos por el copresentador e inmediatamente después ingresaron al foro donde los esperaba Cyril para entrevistarlos más detalladamente, después de conocerlos llegaron el otro grupo, el de las chicas (Jeanne, Margo y Olga) que al igual que los hombres fueron recibidas por el copresentador e inmediatamente ingresaron al plató y fueron entrevistadas. Después de las entrevistas, Cyril les explicó las reglas del concurso y el premio. Terminando esto llegó la hora de irse al Hotel donde se encontraba el apartamento, fue el momento de las despedidas de sus familias. Salieron mediante una gran ovación y se dirigieron en un autobús hasta el Rossiya Hotel. Cuando llegaron los estaba esperando Ernest Matskyavichus, quien fue el que les abrió la puerta de ingreso, para que ingresaran y ser el mismo el que la cerrara. Acabando esto por la pantalla de TV6 ya se veían los primeros minutos de los concursantes en el apartamento.

### Participantes
| Nombre               | Ciudad Natal | Ocupación                  | Edad    | Información              |
| -------------------- | ------------ | -------------------------- | ------- | ------------------------ |
| Aleksandr Koltov     | Moscú        | Estudiante                 | 22 años | Abandonó                 |
| Anatoliy Patlan      | Moscú        | Instructor en un Circo     | 24 años | 2.º. Expulsado           |
| Dennis Fedyanin      | Moscú        | Publicista                 | 22 años | Ganador                  |
| Jeanne Agagisheva    | Moscú        | Estudiante                 | 21 años | Ganadora                 |
| Margaret Semenyakina | Moscú        | Modelo                     | 22 años | Segundo Lugar            |
| Máximo Kasymov       | Moscú        | Músico                     | 21 años | Tercer lugar             |
| Olga Orlov           | Moscú        | Instructora en un Gimnasio | 24 años | 1.ª. Expulsada / Regresa |

### Las Galas
Las galas se realizaban todos los sábados a partir de las 21:30, en donde el conductor se enlazaba con el apartamento para charlar con los concursantes, además en la primera gala (3 de noviembre), Cyril le explicó al público que ellos deberían expulsar a un participante el próximo sábado. La primera expulsión (10 de noviembre) que se realizó, el sacrificada fue Olga Orlova. La segunda expulsión (17 de noviembre) fue para Anatoliy. La Tercera expulsión (24 de noviembre) fue omitida, pues la producción decidió la posibilidad de re-ingreso de Olga, Anatoliy y Alexander, pero no podrán optar a ganar el premio, re-ingreso solo Olga, con esto la final tendría a 4 participantes que obtarán por el premio. La siguiente gala (1 de diciembre) tendría lugar la final.

### La Final
El sábado 1 de diciembre llegó la tan esperada Gran Final de la primera edición y con ella 5 concursantes (Dennis, Jeanne, Margo, Máximo y Olga), pero Olga no podía optar a ganar el premio por condición que le puso la producción si regresaba, la sorpresa se la llevaron los demás cuando se enteraron de que Olga no iba a ser finalista, por lo que tuvo que abandonar el recinto. A las 20:00 los 4 finalistas, Dennis, Jeanne, Margo y Máximo abandonaron la casa para dirigirse
al foro y conocer los resultados finales. Cuando salieron del Hotel, su sorpresa fue mayúscula al ver la cantidad de fanes que los esperaban, entre ellos estaba el sub-conductor Ernest Matskyavichus, quien les haría entrevistas antes de subir a la limusina blanca y dirigirse al plató de TV6 donde los esperaba Cyril Nabutov. Cerca de las 20:15 horas los finalistas llegaron al foro donde fueron recibidos por el conductor y más público. Tras el repaso de lo mejor de estos 35 días llegó la hora de conocer las tan ansiadas votaciones para conocer al ganador. Los concursantes se sorprendieron al saber que no habría un ganador sino dos. Para las votaciones el público debía llamar a los números de teléfono dados para votar por quien no quería que ganara, es decir, los que menos votos recibieran serían los ganadores. Así quedaron los resultados:
| Concursante | Número de Teléfono | Votos Recibidos | Porcentaje Final | Resultado Final |
| ----------- | ------------------ | --------------- | ---------------- | --------------- |
| Denis       | 995-81-53          | 513.678         | 11.52%           | Ganador         |
| Jeanne      | 995-81-56          | 659.351         | 14.79%           | Ganadora        |
| Margo       | 995-81-60          | 1.453.021       | 32.60%           | Segundo Lugar   |
| Máximo      | 995-81-50          | 1.831.306       | 41.09%           | Tercer lugar    |
| TOTAL       | 4.457.356          | 100%            |                  |                 |

Fue en aquel momento cuando dijeron quienes ganaban la primera edición cuando TV6 tenía un índice de audiencia del 43.7%. Cyril le comunicó a los ganadores, Denis y a Jeanne que deberían elegir si les daban el apartamento como premio o el dinero para poder comprarse uno, ellos eligieron el dinero. Al final la producción del programa les regaló a todos los participantes un viaje a Finlandia, para que vivieran su última convivencia, en donde Sasha se mostró molestado por si el viaje se realizara el próximo 31 de diciembre. Al terminar con esta noticia, y antes de despedir el concurso, Cyril Nabutov dio otra gran noticia para los fanes de Za Steklom, pues afirmó que el próximo 29 de diciembre (Tan solo 26 días después de la finalización de la primera edición), comenzará la segunda edición, para lo que se nombraron fechas y lugares para los que quisieran anotarse al casting.

### Sucesos
- Za Steklom podía ser seguido en vivo mediante las Cámaras 24 Horas, podías verlos a cualquier hora en directo a través de la Página web.
- La primera edición fue vista por un 43.6% de audiencia media. La final fue seguida por casi 15 millones de personas y el 60.5% de cuota de audiencia. Este fue el registro más alto dado en la historia de la televisión rusa.
- Tras la finalización de la última edición el ministro del país terminó con el programa quitándole la licencia para ser emitido por TV.

## Segunda Edición
Nombre Oficial: Za Steklom: Last Beef Steak.
Fecha de Emisión: Del 29 de diciembre de 2001 al 10 de febrero de 2002.
Duración: 43 días.
Canal: TV6.
Inscritos: 12.642 personas.
Concursantes: 12- Ania, Artur, Dimitry, Elena, Katia, Lena, Marina, Matvey, Máximo, Phillip Grinstein, Sveta & Vladik.
Ganadora: Ania Gornushenkova.
Premio: Un Restaurante en Propiedad.
Presentador: Cyril Nabutov.
Productor: Oleg Tochlin.
Programación Diaria: 14:20 | 18:05 | 00:40 (escenas para mayores de edad).
Programación en Galas: Sábados, desde las 22:00 hasta la 01:30.
Web oficial: https://web.archive.org/web/20020802143313/http://zasteklom.tv6.ru/
Tan solo tardó 26 días en llegar a las pantallas del canal TV6 la segunda edición del programa. La casa fue construida dentro de los estudios Ostankino en Moscú. El objetivo del programa era de que los concursantes aprendan a ser chef, aprendiendo cada semana distintos tipos de comidas en los restaurantes ubicados en la casa. Los concursantes eran divididos en dos equipos de 6 personas cada uno, en los cuales cada equipo debía preparar los platillos en los dos restaurantes. Los restaurantes se llamaban Restaurante 16.00 y Restaurante 23.30 (se les nombraron así porque son a la hora en que cada equipo debía cocinar), donde los concursantes aprendían y preparaban cada semana comidas típicas de distintos países. En la primera semana, comida rusa, en la segunda comida italiana, en la tercera semana comida caucasiana, en la cuarta semana comida alemana y en la quinta semana, mexicana. Tras 42 días de concurso, Ania Gornushenkova se proclamó como la ganadora de esta edición llevándose como premio Un Restaurante Propio para ella.

### El Casting
Para el casting de selección de la segunda edición del programa lo llevó a cabo Oleg Tochlin (director general de TV6) y Aleksandr Levin (productor general de TV6). Para este casting se pidió que se presentaran jóvenes de 23-30 años de los cuales ya tengan experiencia en negocios gastronómicos o simplemente que quieran intentar en esta área. Para esta edición presentaron algo más de 12.500 personas, cabe destacar que se presentaron más hombres que mujeres. De entre estos candidatos, Oleg y Aleksandr tuvieron que seleccionar a 24 candidatos (12 hombres y 12 mujeres) para que el 29 de diciembre el público escogiera a los 12 participantes (6 hombres y 6 mujeres) que ingresarán al nuevo apartamento. Los 12 restantes quedarán como reservas.

### El Comienzo
El día 29 de diciembre dio el zarpazo para la segunda edición. El programa comenzó a las 20:30 por el canal TV6. El programa una vez más presentado por el conductor Cyril Nabutov, saludó a las fanes tanto del plató, y de las inmediaciones, para luego presentar a los 7 participantes de la primera edición. El primero en aparecer fue Aleksandr, quien afirmó que no habló desde la final con Margo, por las acciones que tuvo con ella en su estadía en el apartamento. Después de charlar con Aleks, le tocó el turno a Olga de comentar sus impresiones, dijo que se sorprendió, que tras su paso por el programa recibió una gran masa de ofertas de trabajo, quien aseguró, estar estudiando muy bien cada una de ellas. Tras ella apareció Anatoliy, quien afirmó que desde que salió se comunica con más frecuencia con Máximo y Margo, también afirmó que recibió muchas ofertas de trabajo, y necesita dinero para saldar deudas. A continuación aparecieron Máximo y Margo juntos, afirmaron tener pleitos muy fuertes con Denis por no compartir parte del premio con ellos como lo hizo Jeanne, y además de esto, comunicaron la gran noticia de la noche, que era que el próximo día 12 de febrero contraerán matrimonio. Después del notición de Máximo y Margo, la que entró en acción fue Jeanne, quien afirmó no tener ningún tipo de relación con el nieto del expresidente Boris Yel'tsin, a quien varias noticias anteriores afirmaban que eran novios, tras esta afirmación Jeanne, dijo que solo pensaba en sus estudios, a quien espera tener un trabajo ligado a la televisión. Y por último entró en acción Denis, quien afirmó que no piensa compartir el dinero con Margo y Máximo, además afirmó estar viviendo íntimamente con Olga, a quien la considera ya su novia. Después de estas entrevistas se conocieron a los 6 hombres que el público votó como los participantes (Artur, Dima, Matvey, Máximo, Phillip y Vladik) a los cuales fueron presentados y entrevistados. Después llegaron las 6 chicas (Ania, Elena, Katia, Lena, Marina y Sveta) que igualmente fueron presentadas y entrevistadas. Una vez terminaron las entrevistas Cyril les comunicó a los concursantes de que se trataría la segunda edición y las reglas. A continuación, se despidieron de la familia y fueron llevados en autobús hasta el apartamento donde permanecerán por un mes y medio.

### Participantes
- Ania Gornushenkova (24 años) - Ganadora
- Artur Hostikyan (30 años)
- Dimitry Bocharov (24 años)
- Elena Skrebkova (25 años)
- Katia Christmas (24 años)
- Lena Bobileva (23 años) - Segundo Lugar
- Marina El'nikova (25 años)
- Matvey Kurmanin (23 años)
- Máximo Samohin (26 años) - Tercer lugar
- Phillip Grinstein (27 años) - Cuarto Lugar
- Sveta Pavlova (27 años)
- Vladik Filatov (24 años)

#### Reservas
- Alexander Lipinski
- Alexander Veselov
- Andrey Lee
- Anton Kucenko
- Artur Gusha
- Elynara Vezirova
- Evgenia Zamchalova
- Liza Vasil'eva
- Manana Sletina
- Oksana Solomyanaya
- Olia Kovaljuk
- Sergey Smirnov

### Las Galas
Las galas, al igual que en la primera edición se realizaban todos los sábados a partir de las 21:30. La primera gala, Cyril les explicó tanto al público como a los concursantes las reglas, que consisten que los dos peores concursantes de cada equipo durante cada semana serán sometidos a nominación, en el que cada semana dos concursantes (uno por equipo) deberán irse. La primera expulsión (12 de enero), los espectadores determinarán a los dos peores concursantes de cada equipo a que dejen sus equipos. Los propios compañeros expulsarán a un participante de cada equipo. En cada equipo quedarán cinco concursantes. Para la segunda expulsión (19 de enero), son los participantes son quienes eligen a otros dos de cada equipo para ser los nominados, el público expulsará a uno de cada equipo. Ahora en los equipos permanecen cuatro por ambos bandos. Para la tercera expulsión (26 de enero) son los participantes (mediante votos) y el público (mediante llamadas) quienes son los eliminados de cada equipo. En cada equipo quedarán tres concursantes. Para la cuarta expulsión (2 de febrero) son los clientes de los restaurantes quienes expulsan a uno de cada equipo. En cada equipo quedarán dos concursantes. La quinta y última expulsión (9 de febrero) se definirá dependiendo del índice de ganancias para el restaurante de cada concursante, se definirá a los dos últimos expulsados (uno por equipo), y los 2 concursantes restantes pasarán a la final gran final (10 de febrero). Para la final es el público mediante llamadas telefónicas es la que decidirá al ganador.

### La Final
Tras la gran sorpresa del día anterior, en el que el conductor comunicó tanto a las finalistas como al público era que la final se pasaba para el domingo en lugar del tradicional sábado. Durante todo el día las finalistas trabajaron a tope en sus restaurantes correspondientes para intentar de ganarse la confianza del público en vistas a los votos. El show comenzó a las 20:35 por la pantalla de TV6, Cyril abrió la gala presentando a las dos últimas finalistas, durante la noche se intercambiaron opiniones entre todos los concursantes, donde se recordaron todos los momentos más felices, más intensos, más inquietantes, etc. Cerca de las 00:30 Cyril comunicó que las votaciones habían sido cerradas y ya teníamos a una ganadora. Tras momentos de suspenso, Cyril alzó el brazo a Ania proclamándola como la gran ganadora de la segunda edición.

## Tercera Edición
Nombre Oficial: Za Steklom: Now you in the Army.
Fecha de Emisión: Del 22 de mayo de 2003 al 6 de julio de 2003.
Duración: 45 días.
Canal: Novy TV (En Emisión para Rusia & Ucrania).
Inscritos: 22.684 personas (en Rusia) | 1.167 personas (en Ucrania).
Concursantes Rusos: 6- Aleksey, Anja, Dmitriy Yefimov, Dmitry Zotov, Helen, Ilya & Julia Sankovich.
Concursantes Ucranos: 6- Dmitry Minajchev, Julia Sapon, Natalie, Rada, Valerie, Yevgeny Churayev & Yevgeny Kozachok.
Ganadores: Anja Kirjakova, Dmitry Zotov, Ilya Fokin & Yevgeny Kozachok.
Premios: Carrera Militar en el Ejército Ruso & Jeep Modelo 2003.
Presentador: Desconocido (?).
Productor: Desconocido (?).
Programación Diaria: 12:00 | 15:00 (de 40 minutos).
Programación en Galas: Domingos, desde las 18:00 hasta la 21:30.
Web oficial: https://web.archive.org/web/20060429063425/http://zasteklom.novy.tv/
La tercera edición llegó hasta el año 2003 con novedades, el cual tras la quiebra del canal TV6, los derechos audiovisuales de Za Steklom quedaron libres y fue el canal Novy TV, quien adquirió el programa. Para esta edición 14 nuevos concursantes formarán parte ahora, de la Armada Rusa. Esta edición tendrá una duración de 45 días. Otra novedad fue que entre los participantes además de rusos, había ucranianos. Como Novy TV también podía sintonizarse en Ucrania, el productor decidió incluir también concursantes de esa nacionalidad. Los concursantes deberán convivir en una Academia Militar, en lugar de una casa. En esta academia eran entrenados para situaciones de espionaje, tortura y estrategia. Al igual que en las anteriores ediciones, los productores debieron de seleccionar a 10 participantes (5 hombres y 5 mujeres) rusos y a 10 participantes (5 hombres y 5 mujeres) ucranianos, para que la audiencia eligiera a 5 rusos (3 hombres y 2 mujeres) y 5 ucranianos (3 hombres y 2 mujeres) como los participantes finales. Los ganadores fueron Anja Kirjakova, Dmitry Zotov, Ilja Fokin y Yevgeny Kozachok quienes consiguieron una Carrera en el Ejército Ruso y un Jeep último modelo como premios.

### El Casting
Para el casting de la tercera edición, también hubo novedades, y era que para esta temporada del programa se podían anotar personas de edades de 18-30 años, de los cuales debían tener muy buena condición física y salud, pues se les pondrían pruebas demasiado duras, dignas del ejército, tanto en los cástines como dentro del programa. Al casting se anotaron en Rusia cerca de 22.700 personas y en Ucrania se anotaron apenas cerca de 1200. En este casting se tomó en cuenta que el número de mujeres había incrementado conforme otras ediciones, teniendo en cuenta que esta edición estaba enfocada un poco más para los hombres.

### El Comienzo
La tercera edición comenzó un miércoles (otra novedad), los concursantes fueron elegidos por un grupo de expertos del ejército ruso, por lo que el público esta vez no tuvo que elegir entre varios candidatos para elegir a los participantes finales. El show comenzó a las 17:30 (por diferencia de horario entre Rusia y Ucrania) en el que el conductor presentó a los "soldados" que participarán, primero presentó al equipo ruso, entrevistándolos uno por uno. Después de los rusos, presentó a los ucranianos, que igualmente fueron presentados y entrevistados. Acabando las presentaciones les comentó tanto a los participantes como al público las reglas y en que consistirá esta edición. Al concluir, los participantes se dirigieron a la salida del plató donde un autobús se encargaría de llevarlos al cuartel militar en donde convivirán por 40 días, nada más llegar los esperaban miles de fanes y sus familias para despedirlos, ingresaron al cuartel cerca de las 19:00.

### Participantes

#### Participantes Rusos
- Aleksey Roshchin (Stalingrad, 23 años)
- Anja Kirjakova (Moscú, 18 años) - Ganadora
- Dmitriy Yefimov (Moscú, 24 años)
- Dmitry Zotov (Moscú, 23 años) - Ganador
- Helen Melnikov (Podolskiy, 23 años)
- Ilya Fokin (Moscú, 23 años) - Ganador
- Julia Sankovich (Moscú, 21 años) - Finalista

#### Participantes Ucranianos
- Dmitry Minajchev (Kiev, 25 años) - Finalista
- Julia Sapon (Kiev, 22 años)
- Natalie Tikhonov (Kiev, 21 años)
- Rada Antipova (Kiev, 22 años)
- Valerie Saraula (Kiev, 26 años) - Finalista
- Yevgeny Churayev (Kiev, 20 años)
- Yevgeny Kozachok (Kiev, 24 años) - Ganador